# Wiktor Wiktorowitsch Tretjakow

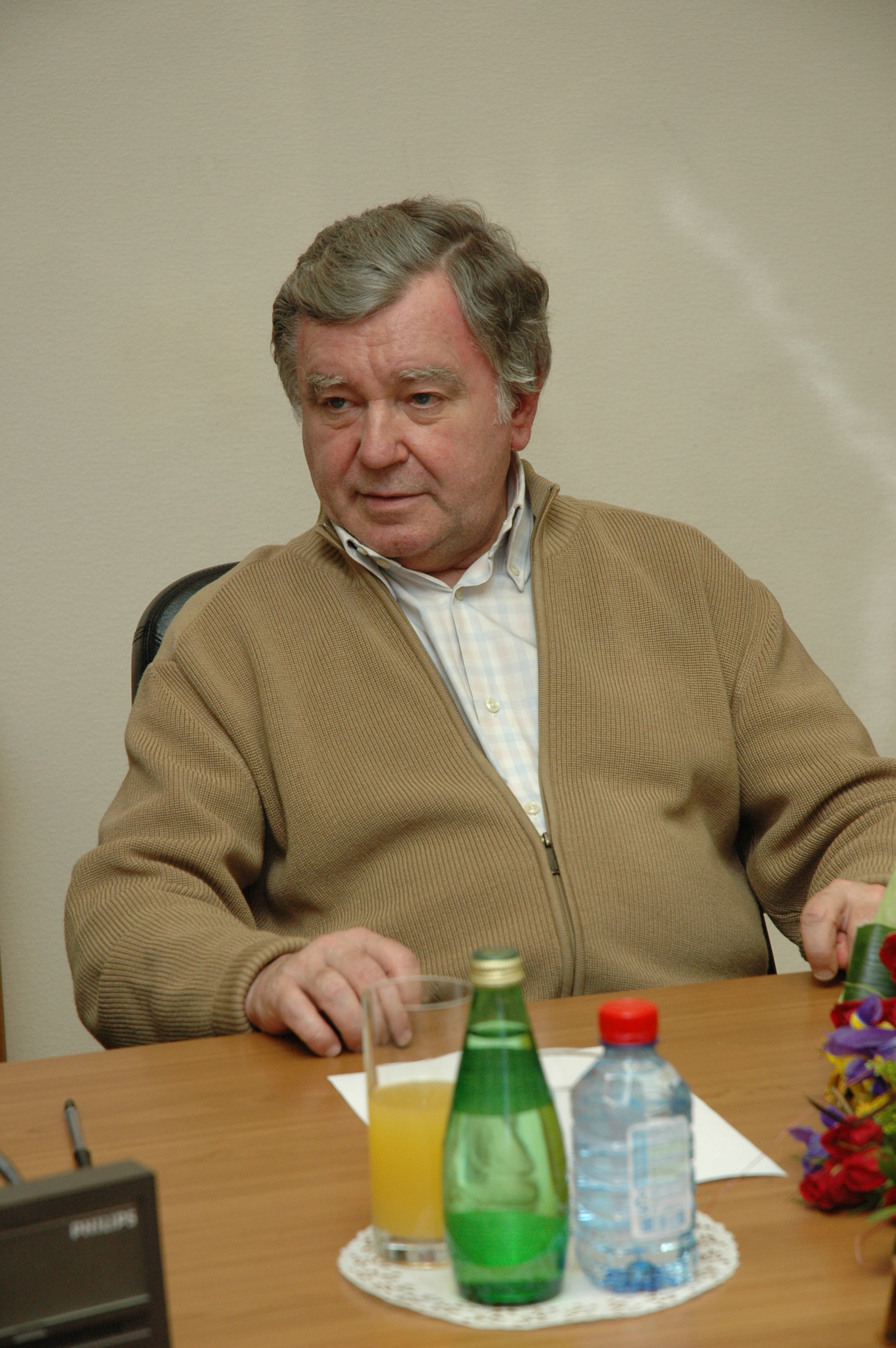
2008

Wiktor Wiktorowitsch Tretjakow (russisch Виктор Викторович Третьяков, wiss. Transliteration Viktor Viktorovič Tret'jakov, englische Transkription auch Viktor/Victor Tretiakov oder Tretyakov; * 17. Oktober 1946 in Krasnojarsk, Sibirien, Sowjetunion) ist ein russischer Violinist und Dirigent.

## Leben und Wirken
Er wurde als Sohn einer Musikerfamilie geboren. Mit jungen Jahren entdeckte er sein Talent und die Liebe zu seiner Violine. Ab 1965 studierte Wiktor Tretjakow am Moskauer Konservatorium in der Klasse von Juri Jankelewitsch, der sein Talent herausragend förderte, denn schon im selben Jahr wurde Tretjakow Sieger des Unionswettbewerbes für Violine und erhielt somit ein Diplom ersten Grades. Ein Jahr später gewann er den ersten Preis und die damit verbundene Goldmedaille im internationalen Tschaikowski-Wettbewerb, was seinen Ruhm beflügelte. 1968 trat Tretjakow erstmals mit der Berliner Philharmonie auf. Es folgten Konzerte im Rahmen der Berliner und Wiener Festwochen, 1976 als Solist bei den Salzburger Festspielen, sowie zahlreiche Konzertreisen in die USA und nach Kanada, unter anderem gemeinsam mit dem New York Philharmonic, dem Chicago Symphony Orchestra, dem Philadelphia Orchestra, dem Atlanta Symphony Orchestra, dem Cleveland Orchestra, dem Detroit Symphony Orchestra, dem San Francisco Symphony Orchestra, dem Dallas Symphony Orchestra, dem Pittsburgh Symphony Orchestra, dem Toronto Symphony Orchestra und dem Los Angeles Philharmonic Orchestra. Außerdem ist er gemeinsam mit weiteren weltbekannten Orchestern aufgetreten, wie den Berliner, Wiener und Münchner Philharmonikern, dem Symphonieorchester des Bayerischen Rundfunks, Orchestre de Paris, NHK Symphony Orchestra, dem London Symphony Orchestra, dem London Philharmonic Orchestra und dem Philharmonia Orchestra. Er arbeitete und arbeitet zusammen mit Dirigenten wie Rostropovich, Ormandy, Temirkanov, Jochum, Krips, Gergiev, Fedoseyev, Maazel, Kempe, Yansons, Järvi, Levine, Mehta, Penderecki, Previn, Kondrashin und Pletnev.
Von 1983 bis 2001 lehrte er am Moskauer Konservatorium, von 1983 bis 1991 wirkte er als Chefdirigent des Staatlichen Moskauer Kammerorchesters. Von 1986 bis 1994 hatte er den Juroren-Vorsitz beim internationalen Tschaikowski-Wettbewerb inne. Auch als Kammermusikpartner von Svyatoslav Richter, Mstislav Rostropovich, Oleg Kagan und dem Borodin-Quartett hat er sich einen Namen gemacht. Außerdem ist er Juror bei zahlreichen Wettbewerben in Brüssel, Hannover, Sendai, Moskau, Helsinki und vielen anderen klassischen Musikwettbewerben. Zu seinen Schülern gehören Ilya Kaler, Sergei Stadler, Evgeny Bushkov, Natalia Likhopoi (Glazunov Quartet), Dmitri Berlinsky, Abel Tomas Realp (Cuarteto Casals) und Roberto Cani (New Hollywood String Quartet). Zusammen mit Yuri Bashmet, Vassily Lobanov und Natalia Gutman gründete er ein Klavierquartett, das regelmäßig in ganz Europa auftritt.
Seine zahlreichen Aufnahmen sind erschienen bei Melodiya, Sony/BMG, Brilliant Classics, Live Classics, Yedang Classics, Relief, Olympia, Russian Revelation, Weitblick Records und DVDs bei TDK und Poloarts.
1996 wurde Wiktor Tretjakow Professor an der Musikhochschule Köln und wirkte dort bis 2014.